# 文化遺産における知的財産権問題プロジェクト
文化遺産における知的財産権問題プロジェクト（IPinCH, 英語: Intellectual Property Issues in Cultural Heritage）は、文化遺産の分野で顕在化しつつある知的財産権 (IP＝Intellectual Property) に関する問題、特に先住民に影響を与える問題を検討する国際的かつ分野横断的な研究プロジェクトである。

## 目的
IPinCHは、遺物、考古学的遺跡および関連する伝統的知識 (形象、歌、物語ほか) や価値観等の有形・無形の文化遺産の利用とその利用から生じる利益は、誰のものか、誰が責任を持つのかという複雑で難しい問題に取り組んでいる。IPinCHは、研究者、研究機関、先住民コミュニティ、政策立案者その他のステークホルダーがこのような問題に対応し、考古学的遺産などの文化遺産について、公平かつ適切で、効果的な研究方針を立て研究活動を行えるよう、話し合うために設立された。また本プロジェクトは、知識の本質に関する洞察をもたらし、知的財産権に対する理解を深め、文化的権利請求をめぐる学問的議論に貢献することも目指している。
IPinCHは、世界中の学者・研究者・実務家・政策立案者・先住民グループによる共同プロジェクトであり、人類学・考古学・倫理学・民族生物学・先住民研究・遺産管理・情報管理・法学・博物館学などの学者・研究者と、実務家、先住民族コミュニティの成員および地域・国・国際の各レベルの政府機関や研究機関の政策立案者が連携している。
本プロジェクトの重要な点は、カナダ、アメリカ、オーストラリア、ニュージーランド、南アフリカ、ボツワナ、日本、キルギスの先住民とその代表組織がパートナーとしてプロジェクトに関与していることである。プロジェクトはサイモンフレーザー大学 (カナダ) を拠点としており、ジョージ・ニコラスがプロジェクトディレクターを務めている。
IPinCHは、考古学者のジョージ・ニコラス、文化人類学者のジュリー・ホロウェル、民族生物学者のケリー・バニスターによって設立された。設立にあたっては、マイケル・ブラウンの論文「文化は著作権で保護できるか」や、キャサリン・ベルの「カナダにおけるファーストネーションの文化遺産の保護および返還プロジェクト」 (2000-2009年)の影響を受けただけでなく、無形文化遺産に関する問題に取り組む同僚との会話からインスピレーションを得ている。
IPinCHは、カナダの社会・人文科学研究評議会 (Social Sciences and Humanities Research Council of Canada) より7年間 (2008-2015年) の助成金を得ている。

## プロジェクト組織と研究方法
本プロジェクトは3つの部分で構成され、研究・分析・情報交換の主要ツールとして、オンライン・ナレッジベース、コミュニティベース研究、テーマ別ワーキング・グループを使用する。
「ナレッジベース」とは、文化遺産の知的財産権問題に関するコンテンツを集めた検索可能なフルテキストのオンライン・アーカイブのことであり、出版物、文献の書評、グローバルな事例集（ケーススタディ）、研究プロトコルおよびその他の関連リソースが含まれている。一般の人びともこのナレッジベースにアクセスして、目録を検索することができる。
IPinCHは、世界各地の先住民コミュニティで15の「コミュニティベースのイニシアティブ」を実施している。
各プロジェクトはIPinCHの資金提供のもと、コミュニティのパートナーと共同で開発される。パートナーは研究課題の設定、研究手法の開発、アウトプットの創出のすべてに関与し、プロジェクトデータを公表する前にレビューを行う。プロジェクトでは次のような幅広い問題に取り組んでいる。
1. 遺物を取り扱うプロトコルの作成。先住民の知的財産権に関するレビュー・ボードの設置
2. 文化的配慮を要する場所や情報を外部者が取り扱う際のプロトコルの構築
3. 地域運営に関する意思決定や政府の協議プロセスに、伝統的文化の原理や知識を取り入れること
4. 美術館・博物館に所蔵されている先住民の遺物をコミュニティに返還する方法や、それらに関する知識の保存方法を開発すること
5. 文化的に重要な場所の無形価値を保護するために、政府機関と共同で管理計画を策定すること。これらは文化遺産とその知的財産権の保護や教育目的での使用を目指す、持続可能で文化的に適切であり、地域コミュニティに根ざした取り組みである。いくつかのプロジェクトでは、コミュニティの長老と若者が伝統的知識の収集・目録作成・保存活動に共同で取り組んでいる。

8つのテーマ別に「ワーキング・グループ」を設置し、研究、作文能力開発イニシアティブ、ワークショップを通じて、文化遺産における知的財産権問題の理論的、実務的、倫理的、政策的意味合いを検討する。グループは以下の8つに分かれているが、各グループのテーマは必然的に一部が重なり合っている。
1. 生物考古学、遺伝学および知的財産権
2. 連携、関係構築およびケーススタディ
3. 商品化
4. 文化ツーリズム
5. 知的財産権の慣習的利用・土地特有の形態・法形式
6. デジタル情報システムと文化遺産
7. 知的財産権と研究倫理
8. コミュニティベースの文化遺産研究

上記グループは、しっかりした根拠と事例に基づく経験的なデータを用いて、文化遺産の知的財産権問題に関する理論・実務・政策・研究について共同で分析し、報告を行うとともに、研究倫理、人権、主権、オープンアクセス、文化の商品化が与える影響を検討する。
IPinCHは、特定の知的財産権問題を研究する大学院生とポスドク研究者に研究助成金を支給している。このような問題に関心のある学生、研究者、その他の人びとはIPinCHのアソシエイトになり、ワーキンググループ、プロジェクトの取り組み、イベントに参加することができる。

## 主な成果
IPinCHの目標は、先住民の知識体系や研究協力関係にますます影響を及ぼすようになっている知的財産権の複雑な問題を理解することである。こうした問題に対する理解を深め、対応を促すために、IPinCHは多様なステークホルダーに支援とリソースを提供している。先住民のパートナーと共同開発した連携プロジェクトを通じて得られた知見は、新たな理論的洞察をもたらし、政策立案の支援や研究における説明責任の強化につながっている。こうした知見には、先住民の知的財産権の本質に対する理解や、有形/無形の「財産」と自然/文化が分ちがたく結びついている先住民の遺産という概念に対する理解が含まれている。
IPinCHの目標は、2015年まで有形無形の文化遺産に関する政策と実践に貢献し、先住民コミュニティでコミュニティベースの遺産研究を行う能力を形成して、次世代の若手研究者に研究の現場を経験する機会を提供することである。

## IPinCHのコミュニティプロジェクト
IPinCHは15のコミュニティプロジェクトに資金を拠出し、カナダや世界各地の先住民コミュニティと建設的なパートナーシップを築いている。各プロジェクトはコミュニティのパートナーと共同で開発されている。パートナーは研究課題の選定・手法の開発・アウトプットの創出に全面的かつ積極的に関与し、プロジェクトデータを公表する前にレビューを行っている。こうしたアプローチを採用したのは、コミュニティの優先課題とニーズを重視しているためである。
- 「アクセスの事例: イヌヴィアルイット (Inuvialuit) とスミソニアン・マクファーレン・コレクションの取り組み」（カナダ・ノースウエスト準州）

パートナー：Inuvialuit Cultural Resource Centre、Arctic Studies Center、パークス・カナダ、スミソニアン協会、Prince of Wales Northern Heritage Centre
本ケーススタディの目的は、アメリカ・ワシントンD.C.のスミソニアン協会所蔵品からイヌイットの人工遺物コレクション300点に関する文化的知識を、ソース・コミュニティに還元することである。これらの所蔵品は1860年代にカナダ西部北極域で先住民のイヌヴィアルイット（en）から収集されたものである。2009年に長老たち、伝統文化の専門家、教育関係者はスミソニアン博物館を訪れ、上記所蔵品（「マクファーレン・コレクション」MacFarlane Collection）を見学した。この訪問はイヌヴィアルイットの人びとと博物館関係者双方の関心を大いに集め、イヌヴィアルイットの若者・長老・その他の成員と幅広い内容のアウトリーチ・プログラムを開始する契機となる。プログラムを通じて、伝統的文化に関する新しい知識が生み出されている。また、同コレクションのアーカイブ化により収蔵品を検索できるようになり、Inuvialuit Pitqusiit Inuuniarutaitのウェブサイトで公開され、イヌヴィアルイットや関心のある一般の人びとがアクセスできるようになった。
- 「アイヌにおける文化遺産と自然遺産の概念」(日本)

パートナー：二風谷アイヌコミュニティ、北海道大学アイヌ・先住民研究センター (CAIS)、サイモンフレーザー大学
本プロジェクトはIPinCH、北海道大学アイヌ・先住民研究センター (CAIS)、北海道アイヌ協会およびアイヌコミュニティと共同で実施されている。IPinCHは、情報とリソースの共有を通して北海道アイヌ協会とアイヌコミュニティに協力しており、文化的・知的財産権に関する政策や先住民の遺産を保護するためのプロトコルについて、アイヌの人びとのニーズを踏まえた取り組みを行っている。

## ロゴマーク
IPinCHのロゴマークは、先住民族コースト・セイリッシュのアーティストであるlessLIE (Leslie Sam) がデザインしたもので、「不滅性」を表現している。
lessLIEは、さまざまな表現方法を取り入れたアートを通じて、伝統的価値観と近代的価値観のインターフェース領域で、社会的不平等や政治的不平等の問題を扱っている。